# Ligue Europa 2009-2010
Navigation
Édition précédente Édition suivante
La Ligue Europa 2009-2010 (UEFA Europa League) est la 39e édition de la compétition européenne inter-clubs connue jusqu'à la saison précédente sous le nom de Coupe UEFA. Elle attribue toujours le même trophée, porpose un nouveau format et diffère dans la valeur de ses primes.
Organisée par l'UEFA, la compétition est ouverte à 192 clubs de football des associations membres de l'UEFA, tours préliminaires inclus. Ces clubs sont qualifiés en fonction de leurs bons résultats en championnat ou coupe nationale. Le nombre de participants est un record du fait du nouveau format adopté.
Le nouveau format se rapproche de celui de la Ligue des Champions, ce que cherche à refléter le nouveau nom de la compétition, enchainant tours préliminaires, une phase principale de groupes de quatre clubs chacun, et une phase à élimination directe en conclusion.
C'est le Volksparkstadion de Hambourg qui fut choisi pour accueillir la finale le 12 mai 2010. Cette édition a vu la victoire de l'Atlético Madrid face au Fulham FC.

## Évolution

### Changement de nom
Le nom a été validé par le comité exécutif de l'UEFA réuni à Bordeaux le 26 septembre 2008. Le président de l'Association européenne des clubs (ECA), Karl-Heinz Rummenigge, avait proposé ce nom quelques mois auparavant. Depuis 2008, l'ECA compose 50 % du comité des compétitions inter-clubs et a donc une grande influence sur l'évolution des compétitions.
Michel Platini, président de l'UEFA a déclaré que « ces changements vont bonifier cette compétition historique, très importante pour l'UEFA et pour le football européen, puisqu'elle va concerner plus de fans, plus de joueurs et plus de clubs ». Le nombre de clubs engagés augmente à près de deux cents, mais en septembre il ne reste plus que 48, et non 80 équipes.

### Changement du format
Après la disparition un an plus tôt de la Coupe Intertoto, qui offrait quelques places en Coupe de l'UEFA, cette dernière coupe UEFA évolue en Ligue Europa, compétition inter-clubs masculine de l'UEFA de second rang, juste derrière la prestigieuse Ligue des champions de l'UEFA. Le format en vigueur depuis quatre ans, qui avait pour la première fois instauré une phase de poules alors que la compétition avait toujours été auparavant une compétition à élimination directe, est de nouveau revu.
Michel Platini, nouveau président de l'UEFA, a proposé cette réforme à la fin de l'année 2007. Contrairement à la réforme de la ligue des champions, il n'a pas rencontré d'opposition : la formule des 8 groupes de 5, avec des équipes ne se rencontrant qu'une seule fois, est remplacée par une formule de 12 groupes de 4, avec matchs aller-retour. La réduction du nombre d'équipes pour arriver à la phase principale de groupes, de 160 à 48, se fait au moyen de quatre tours préliminaires, au lieu de deux précédemment.
Toutes les équipes, hormis le tenant du titre, entrent au plus tard en compétition au mois d'août lors du tour de barrage (quatrième et dernier tour préliminaire) ou soit via un repêchage du tour de barrage de la Ligue des champions.
Au total, 160 équipes directement engagées plus 33 repêchés de Ligue des champions participent à cette compétition.

### Mise en place de l'arbitrage à cinq
Le 1er juin 2009, la FIFA et l'UEFA annoncent que serait mis en place l'arbitrage à cinq en Ligue Europa, dès la saison 2009-2010, des phases de groupes jusqu'à la finale. C'est la première fois que ce système sera expérimenté chez les « pros » en Europe (des essais avaient déjà eu lieu dans les matchs de jeunes). À l'arbitre central et ses deux assistants de la ligne de touche seront donc ajoutés un arbitre dans chaque surface de réparation, chargé plus particulièrement des fautes dans la surface ainsi que de l'éventuelle validation de buts litigieux. Le « quatrième arbitre », chargé principalement des remplacements et du temps additionnel reste présent ce qui porte à six le nombre d'arbitres sur le terrain.

### Valorisation financière
Selon le site internet du Partizan Belgrade, la somme d'argent redistribuée aux clubs participants serait fortement augmentée par rapport à celle de la Coupe UEFA à sa fin.
- 90 k€ à chaque participation à l'un des tours de qualification, tour de barrage inclus (précédemment 70 k€) ;
- 900 k€ pour les 48 équipes présentes en phase de groupes (contre 105 k€ précédemment) ;
- 120 k€ par victoire en phase de groupe (contre 40 k€), la moitié pour un match nul ;
- 180 k€ pour une qualification en seizièmes de finale (contre 70 k€) ;
- 270 k€ pour une qualification en huitièmes de finale (contre 70 k€) ;
- 360 k€ pour une qualification en quarts de finale (contre 300 k€) ;
- 630 k€ pour une qualification en demi-finale (contre 600 k€) ;
- 2 M€ pour une qualification en finale (contre 1500 k€) ;
- 1 M€ pour une victoire en finale (inchangé).

Ceci est dû notamment à la commercialisation centralisée des droits TV dès la phase finale. Une partie des revenus générés par la Ligue des champions est aussi redistribuée.
Au total, l'UEFA a distribué 134,96 M€. 81 M€ ont été distribués en fonction des performances, 54 M€ selon la valeur du marché télévisuel des participants et pondéré aux résultats. L'Atlético, vainqueur, en a remporté au total 6,3 M€, chiffre à rajouter à celui de la Ligue des champions dont il fut éliminé. Fulham en a accumulé plus de 10 M€.

### Hymne de la Ligue Europa
Un hymne sans paroles a été composé par Yohann Zveig en 2009 puis l'interprétation de l'orchestre de l'Opéra de Paris enregistrée. À l'instar de l'hymne de la Ligue des champions de l'UEFA, le thème musical retentit avant le coup d'envoi des matchs de la compétition.

## Participants
Un total de 160 équipes provenant de 53 associations membres de l'UEFA participent à la Ligue Europa 2009‑2010, auxquels s'ajouteront les différents repêchés de la Ligue des champions. Les places sont allouées selon leur coefficient UEFA.
Le tenant du titre de la coupe aura une place garantie dans la phase de groupes même sans avoir obtenu de place par son championnat national — à moins d'une qualification pour la Ligue des champions de l'UEFA.
Le système d'allocation des places peut légèrement changer selon que le tenant du titre est présent ou non.
Schéma de qualification pour la Ligue Europa 2009 ‑ 2010 :
- Les associations aux places 1 à 6 ont 3 clubs qualifiés
- Les associations aux places 7 à 9 ont 4 clubs qualifiés
- Les associations aux places 10 à 51 ont 3 clubs qualifiés – à l'exception de celle du Liechtenstein
- Les associations aux places 52 à 53 ont 1 club qualifié

## Calendrier
Le tenant du titre étant déjà qualifié pour le tour de barrages de la Ligue Europa, le format des phases préliminaires a changé : une 38e rencontre de barrage a été rajoutée, et la liste d'accès modifiée.
| Nom                                                                       | Date aller                          | Date retour                            | Équipes participantes | Équipes restantes |
| ------------------------------------------------------------------------- | ----------------------------------- | -------------------------------------- | --------------------- | ----------------- |
| Tours de qualification (2009)                                             |                                     |                                        |                       |                   |
| Premier tour de qualification                                             | 2 juillet                           | 9 juillet                              | 46                    | 192 à 169         |
| Deuxième tour de qualification                                            | 16 juillet                          | 23 juillet                             | 80 (23+57)            | 169 à 129         |
| Troisième tour de qualification                                           | 30 juillet                          | 6 août                                 | 70 (40+30)            | 129 à 94          |
| Tour de barrages                                                          | 20 août                             | 27 août                                | 76 (35+26+15*)        | 94 à 56           |
| Phase de groupes (2009)                                                   |                                     |                                        |                       |                   |
| Journées 1 et 5 Journées 2 et 6 Journées 3 et 4                           | 17 septembre 1er octobre 22 octobre | 2-3 décembre 16-17 décembre 5 novembre | 48 (38+10*)           | 56 à 32           |
| Phase finale (2010)                                                       |                                     |                                        |                       |                   |
| Seizièmes de finale                                                       | 18 février                          | 25 février                             | 32 (24+8*)            | 32 à 16           |
| Huitièmes de finale                                                       | 11 mars                             | 18 mars                                | 16                    | 16 à 8            |
| Quarts de finale                                                          | 1er avril                           | 8 avril                                | 8                     | 8 à 4             |
| Demi-finale                                                               | 22 avril                            | 29 avril                               | 4                     | 4 à 2             |
| Finale                                                                    | mercredi 12 mai                     | mercredi 12 mai                        | 2                     | 2 à 1             |
| * club repêché provenant de la Ligue des champions ; TT : tenant du titre |                                     |                                        |                       |                   |

| Tirages au sort                            | Tirages au sort            |
| Tours                                      | Date et heure HEC          |
| ------------------------------------------ | -------------------------- |
| Premier et deuxième tours de qualification | 22 juin 2009 à 13 h 30     |
| Troisième tour de qualification            | 17 juillet 2009 à 13 h 30  |
| Tour de barrages                           | 7 août 2009 à 13 h 30      |
| Phase de groupes                           | 28 août 2009 à 13 h 00     |
| 16es et 8es de finale                      | 18 décembre 2009 à 13 h 30 |
| Derniers tours                             | 19 mars 2010 à 13 h        |

## Déroulement de la compétition
Les équipes marquées d'un astérisque étaient têtes de série lors des tirages au sort.

### Phase préliminaire
Schéma d'entrée des clubs
(Les places dont il est question sont celles du coefficients UEFA.)
Au premier tour :
- 3es des championnats des associations classées 22 à 51 sauf Liechtenstein ;
- 2es des championnats des associations classées 37 à 51 sauf Liechtenstein ;
- Les trois équipes choisies dans le cadre du Fair-Play UEFA.

Au deuxième tour :
- 5es des championnats des associations classées de 7 à 9 ;
- 4es des championnats des associations classées de 10 à 15 ;
- 3es des championnats des associations classées de 16 à 21 ;
- 2es des championnats des associations classées de 19 à 36 ;
- Vainqueurs de la coupe nationale des associations classées de 30 et 53.

Au troisième tour :
- 6es des championnats des associations classées de 1 à 3 ;
- 5es des championnats des associations classées de 4 à 6 ;
- 4es des championnats des associations classées de 7 à 9 ;
- 3es des championnats des associations classées de 10 à 15 ;
- 2es des championnats des associations classées de 16 à 18 ;
- Vainqueurs de la coupe nationale des associations classées de 18 à 29.

Au quatrième tour (dit de barrages) :
- 5es des championnats des associations classées de 1 à 3 ;
- 4es des championnats des associations classées de 4 à 6 ;
- 3es des championnats des associations classées de 7 à 9 ;
- Vainqueurs de la coupe nationale des associations classées de 1 à 17 ;
- Repêchés (15) du 3e tour de qualification de la Ligue des champions (10 champions nationaux et 5 bien placés).

#### Premier tour de qualification
| Débutent au premier tour (46) | Débutent au premier tour (46) |
| --- | --- |
| Têtes de séries - Rosenborg BK Prix du fair play UEFA - Randers FC Prix du fair play UEFA - Motherwell Prix du fair play UEFA - Bnei Yehoudah 5e du championnat d'Israël 2008-2009 - Helsingborgs IF 3e du championnat de Suède 2008 - FC Spartak Trnava 3e du championnat de Slovaquie 2008-2009 - KP Polonia Varsovie 4e du championnat de Pologne 2008-2009 - Szombathelyi Haladás 3edu championnat de Hongrie 2008-2009 - NK Slaven Belupo 4e du championnat de Croatie 2008-2009 - Anorthosis Famagouste FC 3e du championnat de Chypre 2008-2009 - NK Rudar Velenje 3e du championnat de Slovénie 2008-2009 - FC Lahti 3e du championnat de Finlande 2008 - Dinaburg Daugavpils 4e du championnat de Lettonie 2008 - NK Široki Brijeg 6e du championnat de Bosnie-Herzégovine 2008-2009 - FK Vėtra Vilnius 3e du championnat de Lituanie 2008 - FC Zimbru Chişinău 4e du championnat de Moldavie 2008-2009 - Sligo Rovers FC 4e du championnat d'Irlande 2008 - ÍBK Keflavík 2e du championnat d'Islande 2008 - Fram Reykjavík 3e du championnat d'Islande 2008 - FC Olimpi Rustavi 3e du championnat de Géorgie 2008-2009 - FC Zestafoni 4e du championnat de Géorgie 2008-2009 - FK Dynamo Minsk 2e du championnat de Biélorussie 2008 - MTZ-RIPO Minsk 3e du championnat de Biélorussie 2008 | Non-têtes de séries - FK Renova Džepčište 3e du championnat de Macédoine 2008-2009 - JK Nõmme Kalju Finaliste de la Coupe d'Estonie 2008-2009 - FC Narva Trans 3e du championnat d'Estonie 2008 - FK Inter Bakou 2e du championnat d'Azerbaïdjan 2008-2009 - FK Simurq Zaqatala 3e du championnat d'Azerbaïdjan 2008-2009 - KS Vllaznia Shkodër 2e du championnat d'Albanie 2008-2009 - FK Dinamo Tirana 3e du championnat d'Albanie 2008-2009 - Banants Erevan Finaliste de la Coupe d'Arménie 2008-2009 - Mika Erevan 5e du championnat d'Arménie 2008 - FC Irtych Pavlodar 3e du championnat du Kazakhstan 2008 - FC Okjetpes Kokchetaou 9e du championnat du Kazakhstan 2008 - Linfield FC 2e du championnat d'Irlande du Nord 2008-2009 - Lisburn Distillery FC 4e du championnat d'Irlande du Nord 2008-2009 - Llanelli AFC 2e du championnat du Pays de Galles 2008-2009 - The New Saints FC 3e du championnat du Pays de Galles 2008-2009 - B36 Tórshavn 3e du championnat des Iles Féroé 2008 - NSÍ Runavík 4e du championnat des Iles Féroé 2008 - UN Käerjeng Finaliste de la Coupe du Luxembourg 2008-2009 - CS Grevenmacher 3e du championnat du Luxembourg 2008-2009 - Valletta FC 2e du championnat de Malte 2008-2009 - Birkirkara FC 3e du championnat de Malte 2008-2009 - FK Budućnost Podgorica 2e du championnat du Monténégro 2008-2009 - FK Sutjeska Nikšić 3e du championnat du Monténégro 2008-2009 |

Récapitulatif des matchs
| Match | Pays                | Club                      | Aller | Total  | Retour  | Club                   | Pays |
| ----- | ------------------- | ------------------------- | ----- | ------ | ------- | ---------------------- | ---- |
| 1     |                     | FK Sutjeska Nikšić        | 1 - 1 | 2 - 3  | 1 - 2ap | MTZ-RIPO Minsk*        |      |
| 2     |                     | FC Lahti*                 | 4 - 1 | 4 - 3  | 0 - 2   | FK Dinamo Tirana       |      |
| 3     |                     | CS Grevenmacher           | 0 - 3 | 0 - 6  | 0 - 3   | FK Vėtra Vilnius*      |      |
| 4     |                     | NSÍ Runavík               | 0 - 3 | 1 - 6  | 1 - 3   | Rosenborg BK*          |      |
| 5     |                     | Szombathelyi Haladás*     | 1 - 0 | 2 - 2  | 1 - 2   | FC Irtych Pavlodar     |      |
| 6     |                     | Sligo Rovers FC*          | 1 - 2 | 1 - 3  | 1 - 1   | KS Vllaznia Shkodër    |      |
| 7     |                     | FC Olimpi Rustavi*        | 2 - 0 | 4 - 0  | 2 - 0   | B36 Tórshavn           |      |
| 8     |                     | Anorthosis Famagouste FC* | 5 - 0 | 7 - 1  | 2 - 1   | UN Käerjeng            |      |
| 9     |                     | NK Slaven Belupo*         | 1 - 0 | 1 - 0  | 0 - 0   | Birkirkara FC          |      |
| 10    |                     | FC Zimbru Chişinău*       | 1 - 2 | 3 - 2  | 2 - 0   | FC Okjetpes Kokchetaou |      |
| 11    |                     | Lisburn Distillery FC     | 1 - 5 | 1 - 11 | 0 - 6   | FC Zestafoni*          |      |
| 12    |                     | Helsingborgs IF*          | 3 - 1 | 4 - 2  | 1 - 1   | Mika Erevan            |      |
| 13    |                     | Valletta FC               | 3 - 0 | 5 - 2  | 2 - 2   | ÍBK Keflavík*          |      |
| 14    |                     | Dinaburg Daugavpils*      | 2 - 1 | 2 - 1  | 0 - 0   | JK Nõmme Kalju         |      |
| 15    |                     | FK Budućnost Podgorica    | 0 - 2 | 1 - 2  | 1 - 0   | KP Polonia Varsovie*   |      |
| 16    |                     | FC Narva Trans            | 0 - 3 | 1 - 6  | 1 - 3   | NK Rudar Velenje*      |      |
| 17    | Drapeau de l'Écosse | Motherwell*               | 0 - 1 | 3 - 1  | 3 - 0   | Llanelli AFC           |      |
| 18    |                     | Banants Erevan            | 0 - 2 | 1 - 2  | 1 - 0   | NK Široki Brijeg*      |      |
| 19    |                     | FC Spartak Trnava*        | 2 - 1 | 5 - 2  | 3 - 1   | FK Inter Bakou         |      |
| 20    |                     | FK Dynamo Minsk*          | 2 - 1 | 3 - 2  | 1 - 1   | FK Renova Džepčište    |      |
| 21    |                     | Randers FC*               | 4 - 0 | 7 - 0  | 3 - 0   | Linfield FC            |      |
| 22    |                     | FK Simurq Zaqatala        | 0 - 1 | 0 - 4  | 0 - 3   | Bnei Yehoudah*         |      |
| 23    |                     | Fram Reykjavík*           | 2 - 1 | 4 - 2  | 2 - 1   | The New Saints FC      |      |

#### Deuxième tour de qualification
| Débutent au deuxième tour (57) | Débutent au deuxième tour (57) |
| --- | --- |
| - Steaua Bucarest 6e du championnat de Roumanie 2008-2009 - Paços de Ferreira Finaliste de la Coupe du Portugal 2008-2009 - NAC Breda Vainqueur des playoffs du championnat des Pays-Bas 2008-2009 - Falkirk Finaliste de la Coupe d'Écosse 2008-2009 - Galatasaray 5e du championnat de Turquie 2008-2009 - Metalurg Donetsk 4e du championnat d'Ukraine 2008-2009 - La Gantoise 4e du championnat de Belgique 2008-2009 - AEL Larissa 4e des playoffs du championnat de Grèce 2008-2009 - SK Sigma Olomouc 4e du championnat de République tchèque 2008-2009 - FC Bâle 3e du championnat de Suisse 2008-2009 - Tcherno More Varna 3e du championnat de Bulgarie 2008-2009 - Tromsø IL 3e du championnat de Norvège 2008 - Brøndby IF 3e du championnat du Danemark 2008-2009 - AaB Ålborg Finaliste de la Coupe du Danemark 2008-2009 - Rapid Vienne 2e du championnat d'Autriche 2008-2009 - Sturm Graz 4e du championnat d'Autriche 2008-2009 - Étoile rouge de Belgrade 3e du championnat de Serbie 2008-2009 - Maccabi Netanya 4e du championnat d'Israël 2008-2009 - IF Elfsborg 2e du championnat de Suède 2008 - KP Legia Varsovie 2e du championnat de Pologne 2008-2009 - HNK Rijeka 3e du championnat de Croatie 2008-2009 - Omonia Nicosie 2e du championnat de Chypre 2008-2009 - ND Gorica 2e du championnat de Slovénie 2008-2009 - FC Honka 2e du championnat de Finlande 2008 - HJK Helsinki Vainqueur de la Coupe de Finlande 2008 - Metalurgs Liepaja 2e du championnat de Lettonie 2008 - Skonto Riga 3e du championnat de Lettonie 2008 - FK Sarajevo 4e du championnat de Bosnie-Herzégovine 2008-2009 | - FBK Kaunas 2e du championnat de Lituanie 2008 - FK Sūduva Marijampolė Vainqueur de la Coupe de Lituanie 2008-2009 - FC Dacia Chişinău 2e du championnat de Moldavie 2008-2009 - Rabotnički Kometal Skopje Vainqueur de la Coupe de Macédoine 2008-2009 - FK Sevojno Finaliste de la Coupe de Serbie 2008-2009 - MŠK Žilina 2e du championnat de Slovaquie 2008-2009 - Újpest Budapest 2e du championnat de Hongrie 2008-2009 - FK Slavija 2e du championnat de Bosnie-Herzégovine 2008-2009 - FC Iskra-Stali Rîbniţa 3e du championnat de Moldavie 2008-2009 - St. Patrick's Athletic 2e du championnat d'Irlande 2008 - Derry City3e du championnat d'Irlande 2008 - FK Milano Kumanovo 2e du championnat de Macédoine 2008-2009 - KR Reykjavík Vainqueur de la Coupe d'Islande 2008 - FC Dinamo Tbilissi Vainqueur de la Coupe de Géorgie 2008-2009 - FC Vaduz Vainqueur de la Coupe du Liechtenstein 2009 - Naftan Novopolotsk Vainqueur de la Coupe de Biélorussie 2008-2009 - FC Flora Tallinn Vainqueur de la Coupe d'Estonie 2008-2009 - FK Qarabağ Ağdam Vainqueur de la Coupe d'Azerbaïdjan 2008-2009 - Flamurtari Vlorë Vainqueur de la Coupe d'Albanie 2008-2009 - Gandzasar Kapan 3e du championnat d'Arménie 2008 - FC Tobol Kustanay 2e du championnat du Kazakhstan 2008 - Crusaders FC Vainqueur de la Coupe d'Irlande du Nord 2008-2009 - Bangor City Vainqueur de la Coupe du Pays de Galles 2008-2009 - HB Tórshavn 2e du championnat des Iles Féroé 2008 - FC Differdange 03 2e du championnat du Luxembourg 2008-2009 - Sliema Wanderers Vainqueur de la Coupe de Malte 2008-2009 - FK Petrovac Vainqueur de la Coupe du Monténégro 2008-2009 - FC Santa Coloma Vainqueur de la Coupe d'Andorre 2008-2009 - AC Juvenes/Dogana Vainqueur de la Coupe de Saint-Marin 2008-2009 |

Récapitulatif des matchs
| Match | Pays | Club                    | Aller | Total  | Retour  | Club                       | Pays                |
| ----- | ---- | ----------------------- | ----- | ------ | ------- | -------------------------- | ------------------- |
| 1     |      | Rosenborg*              | 0 - 0 | 0 - 1  | 0 - 1   | FK Qarabağ Ağdam           |                     |
| 2     |      | FC Zimbru Chişinău      | 0 - 0 | 0 - 1  | 0 - 1   | Paços de Ferreira*         |                     |
| 3     |      | AC Juvenes/Dogana       | 0 - 1 | 0 - 5  | 0 - 4   | KP Polonia Varsovie*       |                     |
| 4     |      | Sturm Graz*             | 2 - 1 | 3 - 2  | 1 - 1   | NK Široki Brijeg           |                     |
| 5     |      | FC Bâle*                | 3 - 0 | 7 - 1  | 4 - 1   | FC Santa Coloma            |                     |
| 6     |      | FC Honka*               | 2 - 0 | 3 - 0  | 1 - 0   | Bangor City                |                     |
| 7     |      | MŠK Žilina*             | 2 - 0 | 3 - 0  | 1 - 0   | FC Dacia Chişinău          |                     |
| 8     |      | Anorthosis Famagouste*  | 2 - 1 | 3 - 4  | 1 - 3ap | FK Petrovac                |                     |
| 9     |      | St. Patrick's Athletic* | 1 - 1 | 2 - 1  | 1 - 0   | Valletta FC                |                     |
| 10    |      | Omonia Nicosie*         | 4 - 0 | 8 - 1  | 4 - 1   | HB Tórshavn                |                     |
| 11    |      | ND Gorica*              | 1 - 0 | 1 - 2  | 0 - 2   | FC Lahti                   |                     |
| 12    |      | SK Sigma Olomouc*       | 1 - 1 | 3 - 1  | 2 - 0   | Fram Reykjavík             |                     |
| 13    |      | KP Legia Varsovie*      | 3 - 0 | 4 - 0  | 1 - 0   | FC Olimpi Rustavi          |                     |
| 14    |      | Falkirk FC*             | 1 - 0 | 1 - 2  | 0 - 2ap | FC Vaduz                   |                     |
| 15    |      | IF Elfsborg*            | 3 - 0 | 3 - 0  | 0 - 0   | Szombathelyi Haladás       |                     |
| 16    |      | Rapid Vienne*           | 5 - 0 | 8 - 0  | 3 - 0   | KS Vllaznia Shkodër        |                     |
| 17    |      | Naftan Novopolotsk      | 2 - 1 | 2 - 2E | 0 - 1   | La Gantoise*               |                     |
| 18    |      | Metalurgs Liepaja       | 2 - 1 | 3 - 4  | 1 - 3   | FC Dinamo Tbilissi*        |                     |
| 19    |      | FC Differdange 03       | 1 - 0 | 1 - 3  | 0 - 3   | HNK Rijeka*                |                     |
| 20    |      | FK Sūduva Marijampolė   | 0 - 1 | 1 - 2  | 1 - 1   | Randers FC*                |                     |
| 21    |      | Vėtra Vilnius           | 0 - 1 | 3 - 2  | 3 - 1   | HJK Helsinki*              |                     |
| 22    |      | FK Milano Kumanovo      | 0 - 4 | 2 - 12 | 2 - 8   | NK Slaven Belupo*          |                     |
| 23    |      | FK Dynamo Minsk         | 0 - 0 | 1 - 4  | 1 - 4   | Tromsø IL*                 |                     |
| 24    |      | KR Reykjavík            | 2 - 0 | 3 - 1  | 1 - 1   | AEL Larissa*               |                     |
| 25    |      | Brøndby IF*             | 0 - 1 | 4 - 2  | 4 - 1   | Flora Tallinn              |                     |
| 26    |      | AaB Ålborg*             | 0 - 0 | 1 - 3  | 1 - 3   | FK Slavija                 |                     |
| 27    |      | Steaua Bucarest*        | 2 - 0 | 4 - 1  | 2 - 1   | Újpest Budapest            |                     |
| 28    |      | Metalurg Donetsk*       | 3 - 0 | 5 - 1  | 2 - 1   | MTZ-RIPO Minsk             |                     |
| 29    |      | Crusaders FC            | 1 - 1 | 3 - 5  | 2 - 4   | Rabotnički Kometal Skopje* |                     |
| 30    |      | Bnei Yehoudah*          | 4 - 0 | 5 - 0  | 1 - 0   | Dinaburg Daugavpils        |                     |
| 31    |      | NAC Breda*              | 6 - 0 | 8 - 0  | 2 - 0   | Gandzasar Kapan            |                     |
| 32    |      | Tcherno More Varna*     | 1 - 0 | 4 - 0  | 3 - 0   | FC Iskra-Stali Rîbniţa     |                     |
| 33    |      | FK Sevojno*             | 0 - 0 | 1 - 1E | 1 - 1   | FBK Kaunas                 |                     |
| 34    |      | Flamurtari Vlorë        | 1 - 0 | 2 - 8  | 1 - 8   | Motherwell*                | Drapeau de l'Écosse |
| 35    |      | FC Zestafoni            | 1 - 2 | 2 - 3  | 2 - 2ap | Helsingborgs IF*           |                     |
| 36    |      | Skonto Riga             | 1 - 1 | 1 - 2  | 0 - 1   | Derry City FC*             |                     |
| 37    |      | Sliema Wanderers        | 0 - 0 | 0 - 3  | 0 - 3   | Maccabi Netanya*           |                     |
| 38    |      | FC Tobol Kustanay       | 1 - 1 | 1 - 3  | 0 - 2   | Galatasaray*               |                     |
| 39    |      | NK Rudar Velenje        | 0 - 1 | 0 - 5  | 0 - 4   | Étoile rouge de Belgrade*  |                     |
| 40    |      | FK Sarajevo             | 1 - 0 | 2 - 1  | 1 - 1   | Spartak Trnava*            |                     |

#### Troisième tour de qualification
| Débutent au troisième tour (30) | Débutent au troisième tour (30) |
| --- | --- |
| - Fulham 7e du championnat d'Angleterre 2008-2009 - Athletic Bilbao Finaliste de la Coupe d'Espagne 2008-2009 - AS Rome 6e du championnat d'Italie 2008-2009 - Lille OSC 5e du championnat de France 2008-2009 - Hambourg 5e du championnat d'Allemagne 2008-2009 - Krylia Sovetov Samara 6e du Championnat de Russie 2008 - FC Vaslui 5e du championnat de Roumanie 2008-2009 - Sporting Braga 5e du championnat du Portugal 2008-2009 - PSV Eindhoven 4e du championnat des Pays-Bas 2008-2009 - Aberdeen FC 4e du championnat d'Écosse 2008-2009 - Fenerbahçe 4e du championnat de Turquie 2008-2009 - Metalist Kharkiv 3e du championnat d'Ukraine 2008-2009 - Club Bruges 3e du championnat de Belgique 2008-2009 - PAOK Salonique 3e des playoffs du championnat de Grèce 2008-2009 - Slovan Liberec 3e du championnat de République tchèque 2008-2009 | - BSC Young Boys 2e du championnat de Suisse 2008-2009 - CSKA Sofia 2e du championnat de Bulgarie 2008-2009 - Fredrikstad FK 2e du championnat de Norvège 2008 - Vålerenga Fotball Vainqueur de la Coupe de Norvège 2008 - OB Odense 2edu championnat du Danemark 2008-2009 - FK Vojvodina Novi Sad 2edu championnat de Serbie 2008-2009 - Austria Vienne Vainqueur de la Coupe d'Autriche 2008-2009 - Hapoël Tel-Aviv 2edu championnat d'Israël 2008-2009 - IFK Göteborg Vainqueur de la Coupe de Suède 2008 - MFK Košice Vainqueur de la Coupe de Slovaquie 2008-2009 - Lech Poznań Vainqueur de la Coupe de Pologne 2008-2009 - Budapest Honvéd Vainqueur de la Coupe de Hongrie 2008-2009 - HNK Hajduk Split 2e du championnat de Croatie 2008-2009 - APOP Kinyras Peyias FC Vainqueur de la Coupe de Chypre 2008-2009 - NK Interblock Vainqueur de la Coupe de Slovénie 2008-2009 |

Récapitulatif des matchs
| Match | Pays | Club                      | Aller | Total             | Retour  | Club                      | Pays |
| ----- | ---- | ------------------------- | ----- | ----------------- | ------- | ------------------------- | ---- |
| 1     |      | Helsingborgs IF*          | 2 - 1 | 3 - 3 T.a.b 4 - 5 | 1 - 2   | FK Sarajevo               |      |
| 2     |      | Fredrikstad FK            | 1 - 6 | 3 - 7             | 2 - 1   | Lech Poznań*              |      |
| 3     |      | HNK Rijeka                | 1 - 2 | 1 - 4             | 0 - 2   | Metalist Kharkiv*         |      |
| 4     |      | AS Rome*                  | 3 - 1 | 10 - 2            | 7 - 1   | La Gantoise               |      |
| 5     |      | FC Vaslui*                | 2 - 0 | 3 - 1             | 1 - 1   | Omonia Nicosie            |      |
| 6     |      | FK Slavija*               | 0 - 2 | 1 - 5             | 1 - 3   | MFK Košice                |      |
| 7     |      | IFK Göteborg              | 1 - 3 | 2 - 4             | 1 - 1   | Hapoël Tel-Aviv*          |      |
| 8     |      | PSV Eindhoven*            | 1 - 0 | 2 - 0             | 1 - 0   | Tcherno More Varna        |      |
| 9     |      | Metalurg Donetsk*         | 2 - 0 | 5 - 0             | 3 - 0   | NK Interblock             |      |
| 10    |      | Vålerenga Fotball         | 1 - 2 | 2 - 2E            | 1 - 0   | PAOK Salonique*           |      |
| 11    |      | Rapid Vienne*             | 2 - 1 | 4 - 3             | 2 - 2ap | APOP Kinyras Peyias       |      |
| 12    |      | FC Honka                  | 0 - 1 | 1 - 3             | 1 - 2   | FK Qarabağ Ağdam*         |      |
| 13    |      | FC Vaduz                  | 0 - 1 | 0 - 3             | 0 - 2   | Slovan Liberec*           |      |
| 14    |      | St. Patrick's Athletic    | 1 - 0 | 3 - 3E            | 2 - 3   | Krylia Sovetov Samara*    |      |
| 15    |      | Randers FC                | 0 - 4 | 1 - 4             | 1 - 0   | Hambourg*                 |      |
| 16    |      | Tromsø IL*                | 2 - 1 | 4 - 1             | 2 - 0   | NK Slaven Belupo          |      |
| 17    |      | Brøndby IF*               | 1 - 1 | 3 - 3E            | 2 - 2   | KP Legia Varsovie         |      |
| 18    |      | FK Vojvodina Novi Sad     | 1 - 1 | 3 - 5             | 2 - 4   | Austria Vienne*           |      |
| 19    |      | CSKA Sofia*               | 1 - 0 | 2 - 1             | 1 - 1   | Derry City                |      |
| 20    |      | Steaua Bucarest*          | 3 - 0 | 6 - 1             | 3 - 1   | Motherwell                |      |
| 21    |      | MŠK Žilina*               | 1 - 1 | 2 - 1             | 1 - 0   | HNK Hajduk Split          |      |
| 22    |      | Sporting Braga*           | 1 - 2 | 1 - 4             | 0 - 2   | IF Elfsborg               |      |
| 23    |      | Aberdeen FC*              | 1 - 5 | 1 - 8             | 0 - 3   | Sigma Olomouc             |      |
| 24    |      | Rabotnički Kometal Skopje | 3 - 4 | 3 - 7             | 0 - 3   | OB Odense*                |      |
| 25    |      | FK Sevojno                | 0 - 2 | 0 - 4             | 0 - 2   | Lille OSC*                |      |
| 26    |      | FK Petrovac*              | 1 - 2 | 1 - 7             | 0 - 5   | Sturm Graz                |      |
| 27    |      | Fenerbahçe*               | 5 - 1 | 6 - 2             | 1 - 1   | Budapest Honvéd           |      |
| 28    |      | Bnei Yehoudah             | 1 - 0 | 2 - 0             | 1 - 0   | Paços de Ferreira*        |      |
| 29    |      | Club Bruges*              | 3 - 2 | 4 - 3             | 1 - 1   | FC Lahti                  |      |
| 30    |      | Athletic Bilbao*          | 0 - 1 | 2 - 2E            | 2 - 1   | BSC Young Boys            |      |
| 31    |      | KR Reykjavík              | 2 - 2 | 3 - 5             | 1 - 3   | FC Bâle*                  |      |
| 32    |      | Maccabi Netanya           | 1 - 4 | 1 - 10            | 0 - 6   | Galatasaray*              |      |
| 33    |      | FC Dinamo Tbilissi        | 2 - 0 | 4 - 5             | 2 - 5   | Étoile rouge de Belgrade* |      |
| 34    |      | KP Polonia Varsovie       | 0 - 1 | 1 - 4             | 1 - 3   | NAC Breda*                |      |
| 35    |      | FK Vėtra Vilnius          | 0 - 3 | 0 - 6             | 0 - 3   | Fulham*                   |      |

#### Tour de barrages
| Débutent au tour de barrage (26) | Débutent au tour de barrage (26) |
| --- | --- |
| - Everton 5e du championnat d'Angleterre 2008-2009 - Aston Villa 6e du championnat d'Angleterre 2008-2009 - Villarreal 5e du championnat d'Espagne 2008-2009 - Valence 6e du championnat d'Espagne 2008-2009 - Genoa 5e du championnat d'Italie 2008-2009 - Lazio Rome Vainqueur de la Coupe d'Italie 2008-2009 - Toulouse FC 4e du championnat de France 2008-2009 - EA Guingamp Vainqueur de la Coupe de France 2008-2009 - Hertha Berlin 4e du championnat d'Allemagne 2008-2009 - Werder Brême Vainqueur de la Coupe d'Allemagne 2008-2009 - Amkar Perm 4e du Championnat de Russie 2008 - Zénith Saint-Pétersbourg 5e du Championnat de Russie 2008 - Dinamo Bucarest 3e du championnat de Roumanie 2008-2009 | - CFR Cluj Vainqueur de la Coupe de Roumanie 2008-2009 - Benfica Lisbonne 3e du championnat du Portugal 2008-2009 - CD Nacional 4e du championnat du Portugal 2008-2009 - Ajax Amsterdam 3e du championnat des Pays-Bas 2008-2009 - SC Heerenveen Vainqueur de la Coupe des Pays-Bas 2008-2009 - Heart of Midlothian 3e du championnat d'Écosse 2008-2009 - Trabzonspor 3e du championnat de Turquie 2008-2009 - Vorskla Poltava Vainqueur de la Coupe d'Ukraine 2008-2009 - KRC Genk Vainqueur de la Coupe de Belgique 2008-2009 - AEK Athènes 2e des playoffs du championnat de Grèce 2008-2009 - FK Teplice Vainqueur de la Coupe de République tchèque 2008-2009 - FC Sion Vainqueur de la Coupe de Suisse 2008-2009 - Litex Lovetch Vainqueur de la Coupe de Bulgarie 2008-2009 |

Récapitulatif des matchs
| Match | Pays | Club               | Aller | Cumul             | Retour  | Club                      | Pays                |
| ----- | ---- | ------------------ | ----- | ----------------- | ------- | ------------------------- | ------------------- |
| 1     |      | PAOK Salonique     | 1 - 1 | 1 - 1E            | 0 - 0   | SC Heerenveen*            |                     |
| 2     |      | Dinamo Zagreb*     | 4 - 0 | 4 - 2             | 0 - 2   | Heart of Midlothian       | Drapeau de l'Écosse |
| 3     |      | Werder Brême*      | 6 - 3 | 8 - 3             | 2 - 0   | FK Aktobe                 |                     |
| 4     |      | Everton*           | 4 - 0 | 5 - 1             | 1 - 1   | SK Sigma Olomouc          |                     |
| 5     |      | BATE Borisov       | 0 - 1 | 4 - 1             | 4 - 0ap | Litex Lovetch*            |                     |
| 6     |      | NAC Breda          | 1 - 3 | 2 - 9             | 1 - 6   | Villarreal*               |                     |
| 7     |      | Lech Poznań        | 1 - 0 | 1 - 1 T.a.b 3 - 4 | 0 - 1   | Club Bruges*              |                     |
| 8     |      | Fulham*            | 3 - 1 | 3 - 2             | 0 - 1   | Amkar Perm                |                     |
| 9     |      | Galatasaray*       | 5 - 0 | 6 - 1             | 1 - 1   | FC Levadia Tallinn        |                     |
| 10    |      | FK Teplice         | 1 - 2 | 2 - 3             | 1 - 1   | Hapoël Tel-Aviv*          |                     |
| 11    |      | Metalurg Donetsk   | 2 - 2 | 4 - 5             | 2 - 3ap | Austria Vienne*           |                     |
| 12    |      | FC Twente*         | 3 - 1 | 3 - 1             | 0 - 0   | FK Qarabağ Ağdam          |                     |
| 13    |      | MFK Košice         | 3 - 3 | 4 - 10            | 1 - 7   | AS Rome*                  |                     |
| 14    |      | CSKA Sofia*        | 0 - 0 | 2 - 1             | 2 - 1   | Dynamo Moscou             |                     |
| 15    |      | KRC Genk           | 1 - 2 | 3 - 6             | 2 - 4   | Lille OSC*                |                     |
| 16    |      | Bnei Yehoudah      | 0 - 1 | 0 - 2             | 0 - 1   | PSV Eindhoven*            |                     |
| 17    |      | Lazio Rome*        | 3 - 0 | 3 - 1             | 0 - 1   | IF Elfsborg               |                     |
| 18    |      | Trabzonspor        | 1 - 3 | 2 - 3             | 1 - 0   | Toulouse FC*              |                     |
| 19    |      | Partizan Belgrade* | 1 - 1 | 3 - 1             | 2 - 0   | MŠK Žilina                |                     |
| 20    |      | FK Bakou           | 1 - 3 | 2 - 8             | 1 - 5   | FC Bâle*                  |                     |
| 21    |      | Ajax Amsterdam*    | 5 - 0 | 7 - 1             | 2 - 1   | SK Slovan Bratislava      |                     |
| 22    |      | Sivasspor          | 0 - 3 | 0 - 5             | 0 - 2   | Shakhtar Donetsk*         |                     |
| 23    |      | Brøndby IF         | 2 - 1 | 3 - 4             | 1 - 3   | Hertha Berlin*            |                     |
| 24    |      | Athletic Bilbao*   | 3 - 2 | 4 - 3             | 1 - 1   | Tromsø IL                 |                     |
| 25    |      | FK Sarajevo        | 1 - 1 | 2 - 3             | 1 - 2   | CFR Cluj*                 |                     |
| 26    |      | Rapid Vienne       | 1 - 0 | 2 - 2E            | 1 - 2   | Aston Villa*              |                     |
| 27    |      | Steaua Bucarest*   | 3 - 0 | 5 - 1             | 2 - 1   | St. Patrick's Athletic    |                     |
| 28    |      | NK Maribor         | 0 - 2 | 0 - 3             | 0 - 1   | AC Sparta Prague*         |                     |
| 29    |      | CD Nacional        | 4 - 3 | 5 - 4             | 1 - 1   | Zénith Saint-Pétersbourg* |                     |
| 30    |      | Genoa              | 3 - 1 | 4 - 2             | 1 - 1   | OB Odense*                |                     |
| 31    |      | Dinamo Bucarest*   | 0 - 3 | 3 - 3 T.a.b 9 - 8 | 3 - 0   | Slovan Liberec            |                     |
| 32    |      | EA Guingamp        | 1 - 5 | 2 - 8             | 1 - 3   | Hambourg*                 |                     |
| 33    |      | FC Sion            | 0 - 2 | 2 - 4             | 2 - 2   | Fenerbahçe*               |                     |
| 34    |      | Sturm Graz         | 1 - 1 | 2 - 1             | 1 - 0   | Metalist Kharkiv*         |                     |
| 35    |      | SK Slavia Prague*  | 3 - 0 | 4 - 2             | 1 - 2   | Étoile rouge de Belgrade  |                     |
| 36    |      | Benfica Lisbonne*  | 4 - 0 | 5 - 2             | 1 - 2   | Vorskla Poltava           |                     |
| 37    |      | FC Vaslui          | 2 - 1 | 2 - 4             | 0 - 3   | AEK Athènes*              |                     |
| 38    |      | Stabæk Fotball     | 0 - 3 | 1 - 7             | 1 - 4   | Valence*                  |                     |

### Phase de groupes
Participent à la phase de groupe :
- 38 vainqueurs du tour de barrages ;
- 10 repêchés des tours de barrages de Ligue des champions (5 champions et 5 non-champions).

| Groupe | Pot 1             | Pot 2          | Pot 3             | Pot 4              |
| ------ | ----------------- | -------------- | ----------------- | ------------------ |
| A      | Ajax Amsterdam    | RSC Anderlecht | Dinamo Zagreb     | FC Timişoara       |
| B      | Valence           | Lille OSC      | Slavia Prague     | Genoa              |
| C      | Hambourg          | Celtic Glasgow | Hapoël Tel-Aviv   | Rapid Vienne       |
| D      | Sporting Portugal | SC Heerenveen  | Hertha Berlin     | FK Ventspils       |
| E      | AS Rome           | FC Bâle        | Fulham            | CSKA Sofia         |
| F      | Panathinaïkos     | Galatasaray    | Dinamo Bucarest   | Sturm Graz         |
| G      | Villarreal        | Lazio Rome     | Levski Sofia      | Red Bull Salzbourg |
| H      | Steaua Bucarest   | Fenerbahçe     | FC Twente         | Sheriff Tiraspol   |
| I      | Benfica Lisbonne  | Everton        | AEK Athènes       | BATE Borisov       |
| J      | Shakhtar Donetsk  | Club Bruges    | Partizan Belgrade | Toulouse FC        |
| K      | PSV Eindhoven     | FC Copenhague  | Sparta Prague     | CFR Cluj           |
| L      | Werder Brême      | Austria Vienne | Athletic Bilbao   | CD Nacional        |

En italique, les clubs repêchés de la Ligue des Champions.
En gras, les clubs qui se sont qualifiés pour les 16e de finale. À noter que cinq clubs issus des tours de barrage de la Ligue des champions sont qualifiés pour les 16e de finale.

#### Résultats
Légende des classements
- Qualifié pour les seizièmes de finale

Légende des résultats
- Victoire à domicile
- Match nul
- Victoire à l'extérieur

##### Groupe A
| Rang | Équipe         | Pts | J | G | N | P | Bp | Bc | Diff |  | Résultats (▼ dom., ► ext.) |     |     |     |     |
| ---- | -------------- | --- | - | - | - | - | -- | -- | ---- |  | -------------------------- | --- | --- | --- | --- |
| 1    | RSC Anderlecht | 11  | 6 | 3 | 2 | 1 | 9  | 4  | +5   |  | RSC Anderlecht             |     | 1-1 | 0-1 | 3-1 |
| 2    | Ajax Amsterdam | 11  | 6 | 3 | 2 | 1 | 8  | 6  | +2   |  | Ajax Amsterdam             | 1-3 |     | 2-1 | 0-0 |
| 3    | Dinamo Zagreb  | 6   | 6 | 2 | 0 | 4 | 6  | 8  | -2   |  | Dinamo Zagreb              | 0-2 | 0-2 |     | 1-2 |
| 4    | FC Timişoara   | 5   | 6 | 1 | 2 | 3 | 4  | 9  | -5   |  | FC Timişoara               | 0-0 | 1-2 | 0-3 |     |

##### Groupe B
| Rang | Équipe        | Pts | J | G | N | P | Bp | Bc | Diff |  | Résultats (▼ dom., ► ext.) |     |     |     |     |
| ---- | ------------- | --- | - | - | - | - | -- | -- | ---- |  | -------------------------- | --- | --- | --- | --- |
| 1    | Valence       | 12  | 6 | 3 | 3 | 0 | 12 | 8  | +4   |  | Valence                    |     | 3-1 | 3-2 | 1-1 |
| 2    | Lille OSC     | 10  | 6 | 3 | 1 | 2 | 15 | 9  | +6   |  | Lille OSC                  | 1-1 |     | 3-0 | 3-1 |
| 3    | Genoa         | 7   | 6 | 2 | 1 | 3 | 8  | 10 | -2   |  | Genoa                      | 1-2 | 3-2 |     | 2-0 |
| 4    | Slavia Prague | 3   | 6 | 0 | 3 | 3 | 5  | 13 | -8   |  | Slavia Prague              | 2-2 | 1-5 | 0-0 |     |

##### Groupe C
| Rang | Équipe          | Pts | J | G | N | P | Bp | Bc | Diff |  | Résultats (▼ dom., ► ext.) |     |     |     |     |
| ---- | --------------- | --- | - | - | - | - | -- | -- | ---- |  | -------------------------- | --- | --- | --- | --- |
| 1    | Hapoël Tel-Aviv | 12  | 6 | 4 | 0 | 2 | 13 | 8  | +5   |  | Hapoël Tel-Aviv            |     | 1-0 | 2-1 | 5-1 |
| 2    | Hambourg        | 10  | 6 | 3 | 1 | 2 | 7  | 6  | +1   |  | Hambourg                   | 4-2 |     | 0-0 | 2-0 |
| 3    | Celtic Glasgow  | 6   | 6 | 1 | 3 | 2 | 7  | 7  | 0    |  | Celtic Glasgow             | 0-1 | 2-0 |     | 1-1 |
| 4    | Rapid Vienne    | 5   | 6 | 1 | 2 | 3 | 8  | 14 | -6   |  | Rapid Vienne               | 3-0 | 0-3 | 3-3 |     |

##### Groupe D
| Rang | Équipe        | Pts | J | G | N | P | Bp | Bc | Diff |  | Résultats (▼ dom., ► ext.) |     |     |     |     |
| ---- | ------------- | --- | - | - | - | - | -- | -- | ---- |  | -------------------------- | --- | --- | --- | --- |
| 1    | Sporting CP   | 11  | 6 | 3 | 2 | 1 | 8  | 6  | +2   |  | Sporting CP                |     | 1-0 | 1-1 | 1-1 |
| 2    | Hertha Berlin | 10  | 6 | 3 | 1 | 2 | 6  | 5  | +1   |  | Hertha Berlin              | 1-0 |     | 0-1 | 1-1 |
| 3    | SC Heerenveen | 8   | 6 | 2 | 2 | 2 | 11 | 7  | +4   |  | SC Heerenveen              | 2-3 | 2-3 |     | 5-0 |
| 4    | FK Ventspils  | 3   | 6 | 0 | 3 | 3 | 3  | 10 | -7   |  | FK Ventspils               | 1-2 | 0-1 | 0-0 |     |

##### Groupe E
| Rang | Équipe     | Pts | J | G | N | P | Bp | Bc | Diff |  | Résultats (▼ dom., ► ext.) |     |     |     |     |
| ---- | ---------- | --- | - | - | - | - | -- | -- | ---- |  | -------------------------- | --- | --- | --- | --- |
| 1    | AS Rome    | 13  | 6 | 4 | 1 | 1 | 10 | 5  | +5   |  | AS Rome                    |     | 2-1 | 2-1 | 2-0 |
| 2    | Fulham     | 11  | 6 | 3 | 2 | 1 | 8  | 6  | +2   |  | Fulham                     | 1-1 |     | 1-0 | 1-0 |
| 3    | FC Bâle    | 9   | 6 | 3 | 0 | 3 | 10 | 7  | +3   |  | FC Bâle                    | 2-0 | 2-3 |     | 3-1 |
| 4    | CSKA Sofia | 1   | 6 | 0 | 1 | 5 | 2  | 12 | -10  |  | CSKA Sofia                 | 0-3 | 1-1 | 0-2 |     |

- Le match FC Bâle 3-1 CSKA Sofia a été reconnu manipulé par l'UEFA et son arbitre Oleg Oriehkov suspendu à vie.

##### Groupe F
| Rang | Équipe          | Pts | J | G | N | P | Bp | Bc | Diff |  | Résultats (▼ dom., ► ext.) |     |     |     |     |
| ---- | --------------- | --- | - | - | - | - | -- | -- | ---- |  | -------------------------- | --- | --- | --- | --- |
| 1    | Galatasaray     | 13  | 6 | 4 | 1 | 1 | 12 | 4  | +8   |  | Galatasaray                |     | 1-0 | 4-1 | 1-1 |
| 2    | Panathinaïkos   | 12  | 6 | 4 | 0 | 2 | 7  | 4  | +3   |  | Panathinaïkos              | 1-3 |     | 3-0 | 1-0 |
| 3    | Dinamo Bucarest | 6   | 6 | 2 | 0 | 4 | 4  | 12 | -8   |  | Dinamo Bucarest            | 0-3 | 0-1 |     | 2-1 |
| 4    | Sturm Graz      | 4   | 6 | 1 | 1 | 4 | 3  | 6  | -3   |  | Sturm Graz                 | 1-0 | 0-1 | 0-1 |     |

##### Groupe G
| Rang | Équipe             | Pts | J | G | N | P | Bp | Bc | Diff |  | Résultats (▼ dom., ► ext.) |     |     |     |     |
| ---- | ------------------ | --- | - | - | - | - | -- | -- | ---- |  | -------------------------- | --- | --- | --- | --- |
| 1    | Red Bull Salzbourg | 18  | 6 | 6 | 0 | 0 | 9  | 2  | +7   |  | Red Bull Salzbourg         |     | 2-0 | 2-1 | 1-0 |
| 2    | Villarreal         | 9   | 6 | 3 | 0 | 3 | 8  | 6  | +2   |  | Villarreal                 | 0-1 |     | 4-1 | 1-0 |
| 3    | Lazio Rome         | 6   | 6 | 2 | 0 | 4 | 9  | 10 | -1   |  | Lazio Rome                 | 1-2 | 2-1 |     | 0-1 |
| 4    | Levski Sofia       | 3   | 6 | 1 | 0 | 5 | 1  | 9  | -8   |  | Levski Sofia               | 0-1 | 0-2 | 0-4 |     |

##### Groupe H
| Rang | Équipe           | Pts | J | G | N | P | Bp | Bc | Diff |  | Résultats (▼ dom., ► ext.) |     |     |     |     |
| ---- | ---------------- | --- | - | - | - | - | -- | -- | ---- |  | -------------------------- | --- | --- | --- | --- |
| 1    | Fenerbahçe       | 15  | 6 | 5 | 0 | 1 | 8  | 3  | +5   |  | Fenerbahçe                 |     | 1-2 | 1-0 | 3-1 |
| 2    | FC Twente        | 8   | 6 | 2 | 2 | 2 | 5  | 6  | -1   |  | FC Twente                  | 0-1 |     | 2-1 | 0-0 |
| 3    | Sheriff Tiraspol | 5   | 6 | 1 | 2 | 3 | 4  | 5  | -1   |  | Sheriff Tiraspol           | 0-1 | 2-0 |     | 1-1 |
| 4    | Steaua Bucarest  | 4   | 6 | 0 | 4 | 2 | 3  | 6  | -3   |  | Steaua Bucarest            | 0-1 | 1-1 | 0-0 |     |

##### Groupe I
| Rang | Équipe       | Pts | J | G | N | P | Bp | Bc | Diff |  | Résultats (▼ dom., ► ext.) |     |     |     |     |
| ---- | ------------ | --- | - | - | - | - | -- | -- | ---- |  | -------------------------- | --- | --- | --- | --- |
| 1    | Benfica      | 15  | 6 | 5 | 0 | 1 | 13 | 3  | +10  |  | Benfica                    |     | 5-0 | 2-0 | 2-1 |
| 2    | Everton      | 9   | 6 | 3 | 0 | 3 | 7  | 9  | -2   |  | Everton                    | 0-2 |     | 0-1 | 4-0 |
| 3    | BATE Borisov | 7   | 6 | 2 | 1 | 3 | 7  | 9  | -2   |  | BATE Borisov               | 1-2 | 1-2 |     | 2-1 |
| 4    | AEK Athènes  | 4   | 6 | 1 | 1 | 4 | 5  | 11 | -6   |  | AEK Athènes                | 1-0 | 0-1 | 2-2 |     |

##### Groupe J
| Rang | Équipe            | Pts | J | G | N | P | Bp | Bc | Diff |  | Résultats (▼ dom., ► ext.) |     |     |     |     |
| ---- | ----------------- | --- | - | - | - | - | -- | -- | ---- |  | -------------------------- | --- | --- | --- | --- |
| 1    | Shakhtar Donetsk  | 13  | 6 | 4 | 1 | 1 | 14 | 3  | +11  |  | Shakhtar Donetsk           |     | 0-0 | 4-0 | 4-1 |
| 2    | Club Bruges       | 11  | 6 | 3 | 2 | 1 | 10 | 8  | +2   |  | Club Bruges                | 1-4 |     | 1-0 | 2-0 |
| 3    | Toulouse FC       | 7   | 6 | 2 | 1 | 3 | 6  | 11 | -5   |  | Toulouse FC                | 0-2 | 2-2 |     | 1-0 |
| 4    | Partizan Belgrade | 3   | 6 | 1 | 0 | 5 | 6  | 14 | -8   |  | Partizan Belgrade          | 1-0 | 2-4 | 2-3 |     |

##### Groupe K
| Rang | Équipe        | Pts | J | G | N | P | Bp | Bc | Diff |  | Résultats (▼ dom., ► ext.) |     |     |     |     |
| ---- | ------------- | --- | - | - | - | - | -- | -- | ---- |  | -------------------------- | --- | --- | --- | --- |
| 1    | PSV Eindhoven | 14  | 6 | 4 | 2 | 0 | 9  | 3  | +6   |  | PSV Eindhoven              |     | 1-0 | 1-0 | 1-0 |
| 2    | FC Copenhague | 10  | 6 | 3 | 1 | 2 | 7  | 4  | +3   |  | FC Copenhague              | 1-1 |     | 1-0 | 2-0 |
| 3    | Sparta Prague | 7   | 6 | 2 | 1 | 3 | 7  | 9  | -2   |  | Sparta Prague              | 2-2 | 0-3 |     | 2-0 |
| 4    | CFR Cluj      | 3   | 6 | 1 | 0 | 5 | 4  | 11 | -7   |  | CFR Cluj                   | 0-3 | 2-0 | 2-3 |     |

##### Groupe L
| Rang | Équipe          | Pts | J | G | N | P | Bp | Bc | Diff |  | Résultats (▼ dom., ► ext.) |     |     |     |     |
| ---- | --------------- | --- | - | - | - | - | -- | -- | ---- |  | -------------------------- | --- | --- | --- | --- |
| 1    | Werder Brême    | 16  | 6 | 5 | 1 | 0 | 17 | 6  | +11  |  | Werder Brême               |     | 3-1 | 4-1 | 2-0 |
| 2    | Athletic Bilbao | 10  | 6 | 3 | 1 | 2 | 10 | 8  | +2   |  | Athletic Bilbao            | 0-3 |     | 2-1 | 3-0 |
| 3    | CD Nacional     | 5   | 6 | 1 | 2 | 3 | 11 | 12 | -1   |  | CD Nacional                | 2-3 | 1-1 |     | 5-1 |
| 4    | Austria Vienne  | 2   | 6 | 0 | 2 | 4 | 4  | 16 | -12  |  | Austria Vienne             | 2-2 | 0-3 | 1-1 |     |

#### Bilan à l'issue de la phase de groupes
| Qualifiés, par pays : | Éliminés des compétitions inter-clubs de l'UEFA, par pays : |
| - 3 sur 3 : Hambourg, Werder Brême et Hertha Berlin - 3 sur 3 : Villarreal, Athletic Bilbao et Valence - 3 sur 4 : Ajax Amsterdam, PSV Eindhoven et FC Twente - 2 sur 2 : Club Bruges et RSC Anderlecht - 2 sur 2 : Everton et Fulham - 2 sur 2 : Galatasaray et Fenerbahçe - 2 sur 3 : Benfica Lisbonne et Sporting Portugal - 1 sur 1 : FC Copenhague - 1 sur 1 : Hapoël Tel-Aviv - 1 sur 1 : Shakhtar Donetsk - 1 sur 2 : Lille OSC - 1 sur 2 : Panathinaïkos - 1 sur 3 : AS Rome - 1 sur 4 : Red Bull Salzbourg | - 4 sur 4 : FC Timişoara, Steaua Bucarest, CFR Cluj et Dinamo Bucarest - 3 sur 4 : Rapid Vienne, Sturm Graz et Austria Vienne - 2 sur 2 : Levski Sofia et CSKA Sofia - 2 sur 2 : Slavia Prague et Sparta Prague - 2 sur 3 : Lazio Rome et Genoa - 1 sur 1 : BATE Borisov - 1 sur 1 : Dinamo Zagreb - 1 sur 1 : Celtic Glasgow - 1 sur 1 : FK Ventspils - 1 sur 1 : Sheriff Tiraspol - 1 sur 1 : FC Bâle - 1 sur 1 : Partizan Belgrade - 1 sur 2 : Toulouse FC - 1 sur 2 : AEK Athènes - 1 sur 3 : CD Nacional - 1 sur 4 : SC Heerenveen |

### Phase finale
Participent à la phase finale :
- Les 12 premiers des groupes de la phase de groupes.
- Les 12 deuxièmes des groupes de la phase de groupes.
- Les 8 repêchés de la phase de groupes de la Ligue des champions.

Un tirage au sort décide des deux premiers tours, un autre décide des trois derniers.
Le tirage des seizièmes de finale pose ces restrictions :
- les 12 premiers et les 4 meilleurs repêchés affrontent une équipe parmi les 12 seconds ou les 4 plus mauvais repêchés ;
- une équipe ne peut pas affronter une équipe d'une même association ;
- une équipe ne peut pas affronter une équipe provenant du même groupe ;
- les 12 premiers et les 4 meilleurs repêchés ont l'avantage de recevoir lors du match retour.

| Participent à la phase finale (32) | Participent à la phase finale (32)  | Participent à la phase finale (32) |
|                                    | Têtes de série                      | Non-têtes de série                 |
| Groupe                             | Vainqueur de groupe de Ligue Europa | Deuxième de groupe de Ligue Europa |
| ---------------------------------- | ----------------------------------- | ---------------------------------- |
| A                                  | RSC Anderlecht                      | Ajax Amsterdam                     |
| B                                  | Valence                             | Lille OSC                          |
| C                                  | Hapoël Tel-Aviv                     | Hambourg                           |
| D                                  | Sporting Portugal                   | Hertha Berlin                      |
| E                                  | AS Rome                             | Fulham FC                          |
| F                                  | Galatasaray SK                      | Panathinaïkos                      |
| G                                  | Red Bull Salzbourg                  | Villarreal                         |
| H                                  | Fenerbahçe SK                       | FC Twente                          |
| I                                  | Benfica Lisbonne                    | Everton FC                         |
| J                                  | Shakhtar Donetsk                    | Club Bruges                        |
| K                                  | PSV Eindhoven                       | FC Copenhague                      |
| L                                  | Werder Brême                        | Athletic Bilbao                    |
|                                    |                                     |                                    |
|                                    | Repêché de Ligue des champions      | Repêché de Ligue des champions     |
|                                    | Unirea Urziceni                     | Liverpool                          |
|                                    | Juventus                            | Roubine Kazan                      |
|                                    | VfL Wolfsbourg                      | Standard de Liège                  |
|                                    | Olympique de Marseille              | Atlético Madrid                    |

#### Seizièmes de finale
Les rencontres étaient prévues pour les 18 et 25 février 2010. Cependant, les villes de Liverpool et de Lisbonne ne pouvaient pas, contrairement à Istanbul, accueillir deux rencontres le même jour pour chacun de leurs deux clubs : Everton a ainsi reçu le mardi 16, Benfica le mardi 23.
Récapitulatif des matchs
Les clubs reversés de la Ligue des champions apparaissent en italique.
| Club              | Aller | Total | Retour | Club                   |
| ----------------- | ----- | ----- | ------ | ---------------------- |
| Rubin Kazan       | 3-0   | 3-0   | 0-0    | Hapoël Tel-Aviv        |
| Athletic Bilbao   | 1-1   | 1-5   | 0-4    | RSC Anderlecht         |
| FC Copenhague     | 1-3   | 2-6   | 1-3    | Olympique de Marseille |
| Panathinaïkos     | 3-2   | 6-4   | 3-2    | AS Rome                |
| Atlético Madrid   | 1-1   | 3-2   | 2-1    | Galatasaray            |
| Ajax Amsterdam    | 1-2   | 1-2   | 0-0    | Juventus               |
| Club Bruges       | 1-0   | 1-3   | 0-3ap  | Valence                |
| Fulham            | 2-1   | 3-2   | 1-1    | Shakhtar Donetsk       |
| Liverpool         | 1-0   | 4-1   | 3-1    | Unirea Urziceni        |
| Hambourg          | 1-0   | E3-3  | 2-3    | PSV Eindhoven          |
| Villarreal        | 2-2   | 3-6   | 1-4    | VfL Wolfsburg          |
| Standard de Liège | 3-2   | 3-2   | 0-0    | Red Bull Salzbourg     |
| FC Twente         | 1-0   | 2-4   | 1-4    | Werder Brême           |
| Lille OSC         | 2-1   | 3-2   | 1-1    | Fenerbahçe             |
| Everton           | 2-1   | 2-4   | 0-3    | Sporting Portugal      |
| Hertha Berlin     | 1-1   | 1-5   | 0-4    | Benfica Lisbonne       |

#### Huitièmes de finale
Les rencontres eurent lieu les 11 et 18 mars 2010.
Récapitulatif des matchs
| Club             | Aller | Total | Retour | Club                   |
| ---------------- | ----- | ----- | ------ | ---------------------- |
| Hambourg         | 3-1   | 6-5   | 3-4    | RSC Anderlecht         |
| Rubin Kazan      | 1-1   | 2-3   | 1-2ap  | VfL Wolfsburg          |
| Atlético Madrid  | 0-0   | E2-2  | 2-2    | Sporting Portugal      |
| Benfica Lisbonne | 1-1   | 3-2   | 2-1    | Olympique de Marseille |
| Panathinaïkos    | 1-3   | 1-4   | 0-1    | Standard de Liège      |
| Lille OSC        | 1-0   | 1-3   | 0-3    | Liverpool              |
| Juventus         | 3-1   | 4-5   | 1-4    | Fulham                 |
| Valence          | 1-1   | E5-5  | 4-4    | Werder Brême           |

#### Tableau final
|  | Quarts de finale 1er et 8 avril 2010 | Quarts de finale 1er et 8 avril 2010 | Quarts de finale 1er et 8 avril 2010 | Quarts de finale 1er et 8 avril 2010 |                 |                 | Demi-finales 22 et 29 avril 2010 | Demi-finales 22 et 29 avril 2010 | Demi-finales 22 et 29 avril 2010 | Demi-finales 22 et 29 avril 2010 |  |  | Finale 12 mai 2010         | Finale 12 mai 2010 | Finale 12 mai 2010 | Finale 12 mai 2010 |
|  |                                      |                                      |                                      |                                      |                 |                 |                                  |                                  |                                  |                                  |  |  |                            |                    |                    |                    |
|  |                                      |                                      |                                      |                                      |                 |                 |                                  |                                  |                                  |                                  |  |  | Volksparkstadion, Hambourg |                    |                    |                    |
|  |                                      |                                      |                                      |                                      |                 |                 |                                  |                                  |                                  |                                  |  |  |                            |                    |                    |                    |
|  | Valence                              | Valence                              | 2                                    | 0                                    |                 |                 |                                  |                                  |                                  |                                  |  |  |                            |                    |                    |                    |
|  | Valence                              | Valence                              | 2                                    | 0                                    |                 |                 |                                  |                                  |                                  |                                  |  |  |                            |                    |                    |                    |
|  | Atlético Madrid                      | Atlético Madrid                      | 2 E                                  | 0                                    |                 |                 |                                  |                                  |                                  |                                  |  |  |                            |                    |                    |                    |
|  | Atlético Madrid                      | Atlético Madrid                      | 2 E                                  | 0                                    | Atlético Madrid | Atlético Madrid | 1                                | 1 E                              |                                  |                                  |  |  |                            |                    |                    |                    |
|  |                                      |                                      |                                      |                                      | Atlético Madrid | Atlético Madrid | 1                                | 1 E                              |                                  |                                  |  |  |                            |                    |                    |                    |
|  |                                      |                                      | Liverpool                            | Liverpool                            | 0               | 2 ap            |                                  |                                  |                                  |                                  |  |  |                            |                    |                    |                    |
|  | Benfica Lisbonne                     | Benfica Lisbonne                     | Liverpool                            | Liverpool                            | 0               | 2 ap            | 2                                | 1                                |                                  |                                  |  |  |                            |                    |                    |                    |
|  | Benfica Lisbonne                     | Benfica Lisbonne                     |                                      |                                      |                 |                 |                                  | 1                                |                                  |                                  |  |  |                            |                    |                    |                    |
|  | Liverpool                            | Liverpool                            | 1                                    | 4                                    |                 |                 |                                  |                                  |                                  |                                  |  |  |                            |                    |                    |                    |
|  | Liverpool                            | Liverpool                            | 1                                    | 4                                    | Atlético Madrid | Atlético Madrid | 2 ap                             | 2 ap                             |                                  |                                  |  |  |                            |                    |                    |                    |
|  |                                      |                                      |                                      |                                      | Atlético Madrid | Atlético Madrid | 2 ap                             | 2 ap                             |                                  |                                  |  |  |                            |                    |                    |                    |
|  |                                      |                                      | Fulham                               | Fulham                               | 1               | 1               |                                  |                                  |                                  |                                  |  |  |                            |                    |                    |                    |
|  | Hambourg                             | Hambourg                             | Fulham                               | Fulham                               | 1               | 1               | 2                                | 3                                |                                  |                                  |  |  |                            |                    |                    |                    |
|  | Hambourg                             | Hambourg                             |                                      |                                      |                 |                 |                                  |                                  |                                  |                                  |  |  |                            |                    |                    |                    |
|  | Standard de Liège                    | Standard de Liège                    | 1                                    | 1                                    |                 |                 |                                  |                                  |                                  |                                  |  |  |                            |                    |                    |                    |
|  | Standard de Liège                    | Standard de Liège                    | 1                                    | 1                                    | Hambourg        | Hambourg        | 0                                | 1                                |                                  |                                  |  |  |                            |                    |                    |                    |
|  |                                      |                                      |                                      |                                      | Hambourg        | Hambourg        | 0                                | 1                                |                                  |                                  |  |  |                            |                    |                    |                    |
|  |                                      |                                      | Fulham                               | Fulham                               | 0               | 2               |                                  |                                  |                                  |                                  |  |  |                            |                    |                    |                    |
|  | Fulham                               | Fulham                               | Fulham                               | Fulham                               | 0               | 2               | 2                                | 1                                |                                  |                                  |  |  |                            |                    |                    |                    |
|  | Fulham                               | Fulham                               |                                      |                                      |                 |                 |                                  | 1                                |                                  |                                  |  |  |                            |                    |                    |                    |
|  | VfL Wolfsburg                        | VfL Wolfsburg                        | 1                                    | 0                                    |                 |                 |                                  |                                  |                                  |                                  |  |  |                            |                    |                    |                    |
|  | VfL Wolfsburg                        | VfL Wolfsburg                        | 1                                    | 0                                    |                 |                 |                                  |                                  |                                  |                                  |  |  |                            |                    |                    |                    |
|  |                                      |                                      |                                      |                                      |                 |                 |                                  |                                  |                                  |                                  |  |  |                            |                    |                    |                    |

#### Quarts de finale
Les rencontres eurent lieu les 1er et 8 avril 2010.
Récapitulatif des matchs
| Club             | Aller | Total | Retour | Club              |
| ---------------- | ----- | ----- | ------ | ----------------- |
| Fulham           | 2-1   | 3-1   | 1-0    | VfL Wolfsburg     |
| Hambourg         | 2-1   | 5-2   | 3-1    | Standard de Liège |
| Valence          | 2-2   | 2-2E  | 0-0    | Atlético Madrid   |
| Benfica Lisbonne | 2-1   | 3-5   | 1-4    | Liverpool         |

#### Demi-finales
22 et 29 avril 2010.
Cependant, les jours précédant les matchs aller, les cendres de l'Eyjafjöll dispersées en Europe perturbaient fortement le trafic aérien. Les équipes anglaises n'étaient pas certaines de rejoindre le continent à temps.
Récapitulatif des matchs
| Club            | Aller | Total | Retour | Club      |
| --------------- | ----- | ----- | ------ | --------- |
| Hambourg        | 0-0   | 1-2   | 1-2    | Fulham    |
| Atlético Madrid | 1-0   | E2-2  | 1-2ap  | Liverpool |

#### Finale
12 mai 2010
L'Atlético Madrid obtient son premier sacre européen grâce à un doublé de Diego Forlán, deux fois servi par son compère argentin, Sergio Agüero.
| Club            | Score | Club   |
| --------------- | ----- | ------ |
| Atlético Madrid | 2-1ap | Fulham |

## Classements annexes
Statistiques officielles de l'UEFA

### Buteurs
Le classement des meilleurs buteurs de la compétition :
|    | Buteur            | Club                 | Buts | Minutes jouées |
| -- | ----------------- | -------------------- | ---- | -------------- |
| 1  | Claudio Pizarro   | Werder Brême         | 9    | 692            |
| 2  | Óscar Cardozo     | Benfica Lisbonne     | 9    | 995            |
| 3  | Jonathan Legear   | RSC Anderlecht       | 6    | 487            |
| 4  | Fernando Llorente | Athletic Bilbao      | 6    | 544            |
| 5  | Diego Forlán      | Atlético Madrid      | 6    | 599            |
| 6  | David Villa       | Valence              | 6    | 710            |
| 7  | Mladen Petrić     | Hambourg             | 6    | 870            |
| 8  | Bobby Zamora      | Fulham               | 6    | 1027           |
| 9  | Zoltán Gera       | Fulham               | 6    | 1276           |
| 10 | Gervinho          | LOSC Lille Métropole | 5    | 282            |

### Passeurs décisifs
Le classement des joueurs au nombre de passes décisives :
|    | Passeur               | Club             | Passes déc. | Minutes jouées |
| -- | --------------------- | ---------------- | ----------- | -------------- |
| 1  | Mesut Özil            | Werder Brême     | 6           | 661            |
| 2  | Ángel Di María        | Benfica Lisbonne | 6           | 972            |
| 3  | Bjørn Helge Riise     | Fulham           | 4           | 515            |
| 4  | Luis Suárez           | Ajax Amsterdam   | 4           | 551            |
| 5  | David Silva           | Valence          | 4           | 559            |
| 6  | Roy Beerens           | SC Heerenveen    | 3           | 372            |
| 7  | Diniyar Bilyaletdinov | Everton          | 3           | 451            |
| 8  | Jonathan Legear       | RSC Anderlecht   | 3           | 487            |
| 9  | Valentin Stocker      | FC Bâle          | 3           | 538            |
| 10 | Sergio Agüero         | Atlético Madrid  | 3           | 633            |